# Páger Antal-szobor

Páger Antal szobra Makón található, a Hagymaház aulájában.
A portrészobrot Surányi Imre készítette; 1999-ben állították föl közvetlenül a főbejárattal szemben. A bronz alkotás márványtalapzata farönkön nyugszik. A szobrot minden évben a Páger-gyűrű átadása előtti napokban koszorúzzák meg.